# Diocèse de Nidaros
Le diocèse de Nidaros est l'un des onze diocèses que compte actuellement l'Église de Norvège qui est de confession luthérienne.
Il ne doit être confondu avec son homonyme catholique fondé en 1030 et érigée en l'archidiocèse de Nidaros au milieu du XIe siècle avant d'être supprimé lors de la réforme.
Son territoire s'étend sur l'ensemble du Trøndelag et son siège se trouve à la cathédrale de Nidaros à Trondheim. L'évêque diocésien est actuellement Tor Singsaas.